# Paul Holck-Hofmann
Paul Holck-Hofmann (født 1. december 1898, død 5. marts 1952) var en dansk skuespiller og instruktør.
Efter en forberedende elevtid på Aarhus Teater, debuterede han på samme teater i 1918 og færdiggjorde sin uddannelse på Det kongelige Teaters elevskole 1922-1924. Senere blev han også instruktør og var engageret som sådan sideløbende med sin skuespillerkarriere på bl.a. Betty Nansen Teatret, Folketeatret, Det ny Teater og Dansk Skolescene.

## Udvalgt filmografi
- De blaa drenge (1933)
- Nøddebo Præstegård (1934)
- Bolettes Brudefærd (1938)
- Genboerne (1939)
- Komtessen paa Steenholt (1939)
- En pige med pep (1940)
- Alle går rundt og forelsker sig (1941)
- En søndag på Amager (1941)
- Thummelumsen (1941)
- Alle mand på dæk (1942)
- Møllen (1943)
- Ebberød Bank (1943)
- Det kære København (1944)
- Det store ansvar (1944)
- De tre skolekammerater (1944)
- Man elsker kun een gang (1945)
- Brevet fra afdøde (1946)
- Lykke på rejsen (1947)
- Kampen mod uretten (1949)
- For frihed og ret (1949)
- Nålen (1951)
- Lyntoget (1951)
- Det gamle guld (1951)